# أوندينه (رواية)

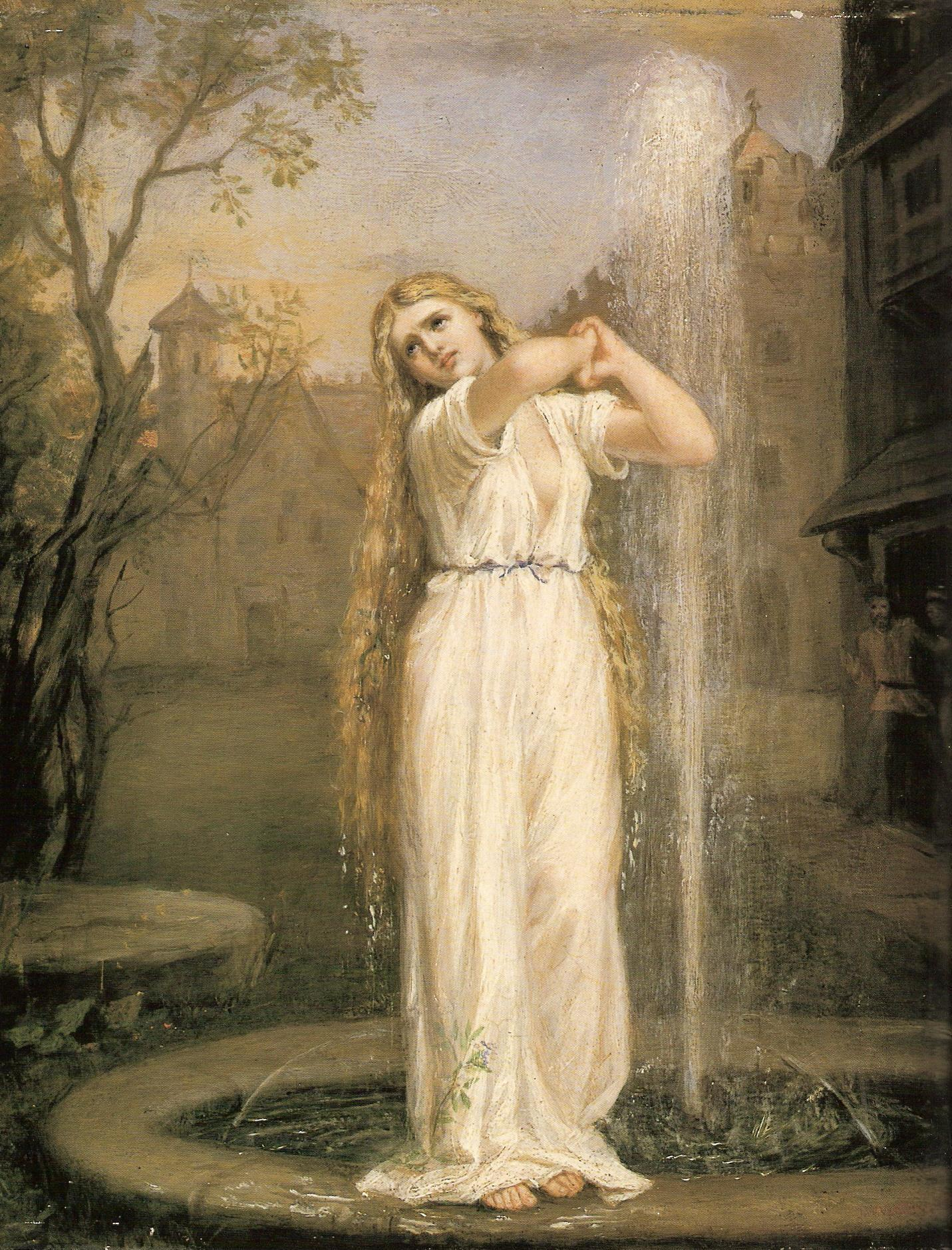
أوندينه بريشة الفنان الإنجليزي جون وليام واترهاوس

أوندينه هي رواية رومانسية ألمانية عن أوندينه حورية البحر التي تزوجت من الفارس هيلدربراند لتتحول لآدمية. وقد ترجمت للغات عديدة وهي من عمل الكاتب الألماني فريدرك لا موت فوكيه. ويقال أنها مستوحاه من أعمال باراسيلسوس.

## اقرأ أيضًا
- لعنة أوندينه